# Бридель (морська справа)

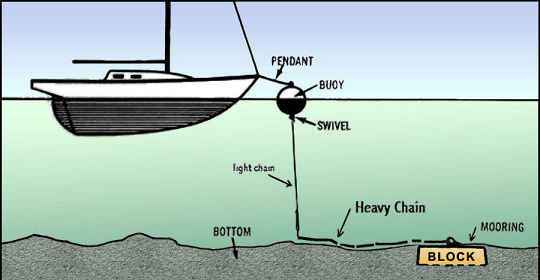
Постановка на бридель: buoy — томбуй (швартова бочка), light chain — ланцюжок, heavy chain — бридель, block — мертвий якір, pendant — перлінь-провідник

Бри́дель (від англ. bridle — «вуздечка») — ланцюг мертвого якоря для постановки плавзасобу без пускання в дію власного якірного оснащення. Бридель може або кріпитися до швартової бочки, або лежати на дні. У першому випадку бридель може або просто являти собою якірний ланцюг бочки (кріпитися до її нижньої поверхні), або проходити через вертикальний тунель у бочці й закінчуватися стрижнем з римом (у цьому випадку бочка лише підтримує ходовий кінець бриделя у поверхні води). У випадку ж донного положення бриделя він витягається на поверхню за буйреп (тонкий ланцюжок або трос) з томбуєм на кінці.
Для постановки на бридель підходять до бочки, беруть його ходовий кінець і прив'язують до поданого із судна перліня-провідника, вибирають бридель за перлінь на борт через якірний клюз, потім склепують його із судновим якірним ланцюгом. Якщо бридель лежить на дні, спочатку підходять до томбуя і вибирають ходовий кінець бриделя за буйреп (на шлюпку або прямо на судно), від'єднують його від буйрепа і так само за допомогою перліня передають на судно і проводять через клюз.
Первісно бридель являв собою ланцюг, що з'єднував два мертві якорі (які встановлювалися таким чином, щоб напрямок ланцюга був перпендикулярним напрямку панівних вітрів); до нього кріпилися один чи кілька ланцюгів («вусів»), закріплені на рейдових бочках.